# Gjerstad
Gjerstad este o comună din provincia Agder, Norvegia.